# Joe Shaughnessy
Joe Shaughnessy (Oughterard, 6 luglio 1992) è un calciatore irlandese, difensore del Dundee.

## Caratteristiche tecniche
Terzino destro, può giocare anche come difensore centrale.

## Carriera

### Club
Ha giocato nella prima divisione scozzese.

### Nazionale
Ha giocato nelle nazionali giovanili irlandesi Under-19 ed Under-21.

## Statistiche

### Presenze e reti nei club
Statistiche aggiornate al 17 aprile 2024.
| Stagione             | Squadra              | Campionato           | Campionato | Campionato | Coppe nazionali | Coppe nazionali | Coppe nazionali | Coppe continentali | Coppe continentali | Coppe continentali | Altre coppe | Altre coppe | Altre coppe | Totale | Totale | Totale |
| Stagione             | Squadra              | Comp                 | Pres       | Reti       | Comp            | Pres            | Reti            | Comp               | Pres               | Reti               | Comp        | Pres        | Reti        | Pres   | Reti   |        |
| -------------------- | -------------------- | -------------------- | ---------- | ---------- | --------------- | --------------- | --------------- | ------------------ | ------------------ | ------------------ | ----------- | ----------- | ----------- | ------ | ------ | ------ |
| 2010-2011            | Aberdeen             | SPL                  | 1          | 0          | CS+CdL          | 0               | 0               |                    | -                  | -                  |             | -           | -           | 1      | 0      |        |
| 2011-2012            | Forfar Athletic      | SSD                  | 26         | 3          | CS+CdL          | 2+0             | 0               |                    | -                  | -                  |             | -           | -           | 28     | 3      |        |
| 2012-2013            | Aberdeen             | SPL                  | 23         | 0          | CS+CdL          | 3+0             | 1+0             |                    | -                  | -                  |             | -           | -           | 26     | 1      |        |
| 2013-2014            | Aberdeen             | SP                   | 26         | 0          | CS+CdL          | 1+2             | 0+1             |                    | -                  | -                  |             | -           | -           | 29     | 1      |        |
| lug.-ago. 2014       | Aberdeen             | SP                   | 1          | 0          | CS+CdL          | 0               | 0               | UEL                | 0                  | 0                  |             | -           | -           | 1      | 0      |        |
| set.-dic. 2014       | Falkirk              | SC                   | 9          | 0          | CS+CdL          | 0+1             | 0               |                    | -                  | -                  | SCC         | 1           | 0           | 11     | 0      |        |
| gen.-giu. 2015       | Aberdeen             | SP                   | 2          | 0          | CdL             | 0               | 0               |                    | -                  | -                  |             | -           | -           | 2      | 0      |        |
| Totale Aberdeen      | Totale Aberdeen      | Totale Aberdeen      | 53         | 0          |                 | 6               | 2               |                    | -                  | -                  |             | -           | -           | 59     | 2      |        |
| 2015-2016            | St. Johnstone        | SP                   | 37         | 1          | CS+CdL          | 1+3             | 0+1             | UEL                | 2                  | 0                  |             | -           | -           | 43     | 2      |        |
| 2016-2017            | St. Johnstone        | SP                   | 38         | 1          | CS+CdL          | 2+6             | 0+1             |                    | -                  | -                  |             | -           | -           | 46     | 2      |        |
| 2017-2018            | St. Johnstone        | SP                   | 38         | 1          | CS+CdL          | 2+1             | 0               | UEL                | 2                  | 1                  |             | -           | -           | 43     | 2      |        |
| 2018-2019            | St. Johnstone        | SP                   | 33         | 3          | CS+CdL          | 2+2             | 0               |                    | -                  | -                  |             | -           | -           | 37     | 3      |        |
| Totale St. Johnstone | Totale St. Johnstone | Totale St. Johnstone | 146        | 6          |                 | 19              | 2               |                    | 4                  | 1                  |             | -           | -           | 169    | 6      |        |
| 2019-2020            | Southend Utd         | SP                   | 16         | 0          | FACup+CdL       | 1+2             | 0               |                    | -                  | -                  | FLT         | 2           | 0           | 21     | 0      |        |
| 2020-2021            | St. Mirren           | SP                   | 33         | 1          | CS+CdL          | 4+6             | 1+0             |                    | -                  | -                  |             | -           | -           | 43     | 2      |        |
| 2021-2022            | St. Mirren           | SP                   | 36         | 3          | CS+CdL          | 3+3             | 0+1             |                    | -                  | -                  |             | -           | -           | 42     | 4      |        |
| 2022-2023            | St. Mirren           | SP                   | 22         | 1          | CS+CdL          | 2+4             | 0               |                    | -                  | -                  |             | -           | -           | 28     | 1      |        |
| Totale St. Mirren    | Totale St. Mirren    | Totale St. Mirren    | 91         | 5          |                 | 22              | 2               |                    | -                  | -                  |             | -           | -           | 113    | 7      |        |
| 2023-2024            | Dundee               | SP                   | 33         | 4          | CS+CdL          | 1+4             | 0               |                    | -                  | -                  |             | -           | -           | 38     | 4      |        |
| Totale carriera      | Totale carriera      | Totale carriera      | 374        | 18         |                 | 58              | 6               |                    | 4                  | 1                  |             | 3           | 0           | 439    | 25     |        |

## Palmarès

### Club

#### Competizioni nazionali
- Scottish League Cup: 1

Aberdeen: 2013-2014